# Yıldırım Dağyeli
Yıldırım Dağyeli (* 1942) ist ein deutscher Verleger und literarischer Übersetzer. Er ist Gründer und früherer Inhaber des Berliner Dağyeli Verlags.

## Leben
Zusammen mit Helga Dağyeli-Bohne übersetzte der Journalist zahlreiche bedeutende Werke der türkischen Literatur ins Deutsche, zum Beispiel von  Demir Özlü, Nazim Hikmet und Sait Faik und schrieb Vor- und Nachworte zu Publikationen. Mit Aras Ören und Fakir Baykurt übersetzte man auch Autoren der deutschen Migrationsliteratur. Bekanntheit hat das Übersetzerduo durch die Übersetzung und Bearbeitung früher Memed-Bände von Yaşar Kemal erlangt. Seinen Verlag, der auf Werke türkischer Autoren spezialisiert ist, gründete Dağyeli Anfang der 80er Jahre. Er hatte seinen Sitz zunächst in Frankfurt am Main. Hier begründete Dağyeli zusammen mit Ibrahim Halil Özak 1983 auch eine zweisprachige Vierteljahresschrift „für Ausländerfragen und -kultur“ Forum, die bis 1987 erschien. Heute sitzt der inzwischen von seiner Tochter geführte Dağyeli-Verlag in Berlin-Neukölln.

## Bibliografie (Auswahl)

### Als literarischer Übersetzer (zusammen mit Helga Dağyeli-Bohne)
- Nazim Hikmet
  - Eine Reise ohne Rückkehr (dtv 1993)
  - Das schönste Meer ist das noch nicht befahrene (1994)
  - Die Luft ist schwer wie Blei (dtv 1992)
  - Epos vom Befreiungskrieg (2008)
- Yasar Kemal
  - Die Ararat-Legende (1997)
  - Das Lied der tausend Stiere (Unionsverlag 1980)
  - Memed, mein Falke (Bearbeitung nach der letzten Ausgabe des türkischen Originals ab der 5. Auflage, Unionsverlag 1987)
  - Die Disteln brennen (Unionsverlag 1991)
  - Der Wind aus der Ebene (Unionsverlag 1991)
- Sait Faik
  - Ein Punkt auf der Landkarte (1991)
- Fakir Baykurt
  - Die Salbe und andere Erzählungen (Ortadogu 1988)
- Aras Ören
  - Dazwischen (1987)
  - Das Wrack (1986)
  - Paradies kaputt (1986)
  - Manege (1984)

### Als Autor
- Die Zeiten im Türkischen und die Konjugation türkischer Verben (1987)

### Als Herausgeber
- Forum (Zeitschrift 1983–1987)
- Ibrahim Halil Özak: Die Türkei im Umbruch (1989)